# Tori (Türi)
Tori – wieś w Estonii, w prowincji Järva, w gminie Türi.